# アシュリー・ワグナー
アシュリー・ワグナー（英語: Ashley Wagner、1991年5月16日 - ）は、アメリカの女性フィギュアスケート選手（女子シングル）。2014年ソチオリンピック団体戦銅メダリスト。2016年世界選手権2位。2012年四大陸選手権優勝、2012年・2013年・2015年全米選手権優勝。

## 人物
軍人だった父親（陸軍退役中佐）の赴任先であるドイツのハイデルベルクで生まれる。母親は元教員で、弟がいる。弟もフィギュアスケート選手だった。
軍人家庭に育ったということもあり、幼少時から自立心を強く育む。スケート選手は裕福な家庭の出身で親の援助を受けていることが多いが、ショッピングモールでのアルバイトとマイケル・ワイスの奨学金を得て、競技資金を工面していた。

## 技術 ・演技
5種類の3回転ジャンプを跳ぶことができる。ジャンプやスピンの回転方向は、頭上から見ると時計回りである。
ルッツは時折アテンションやエラーの判定がつくことがある。コンビネーションジャンプは3回転フリップ-3回転トウループを跳ぶことができる。

## 経歴
5歳でスケートをはじめ頭角を現した。
2005-2006シーズントリグラフトロフィージュニアクラスで優勝、全米選手権ジュニアクラスでは4位となった。翌2006-2007シーズン、ジュニアグランプリの2大会で優勝、ジュニアグランプリファイナルでもキャロライン・ジャンに次いで2位。全米選手権ジュニアおよび世界ジュニア選手権では3位となった。
2007-2008シーズンよりシニアに移行し、グランプリシリーズに参戦。エリック・ボンパール杯で3位。全米選手権でも3位に入り、四大陸選手権及び世界選手権出場を果たした。

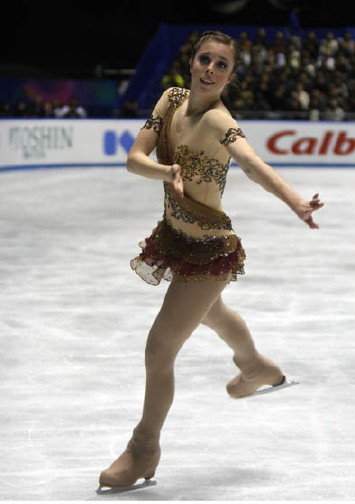
2008年NHK杯のフリー

2008-2009シーズン、グランプリシリーズNHK杯と中国杯で共に4位。世界ジュニア選手権では、ロシアのアリョーナ・レオノワ、同じアメリカ合衆国のキャロライン・ジャンに次いで3位だった。
2009-2010シーズン、グランプリシリーズにおいてNHK杯で3位、ロステレコム杯で2位となり、初のグランプリファイナル出場を決めた。ファイナルでの成績は4位だった。全米選手権ではショートで転倒し5位と出遅れるも、フリーで会心の演技を見せ3位となった。しかし、オリンピック出場枠は2枠だったため、惜しくも代表入りはならなかった。
2010-2011シーズン、グランプリシリーズにおいてNHK杯で5位、ロステレコム杯で3位となり、ファイナル進出はできなかった。全米選手権では6位で初めて表彰台を逃した。
2011-2012シーズン、グランプリシリーズ、スケートカナダではFSでパーソナルベストを更新して3位、4年連続出場中のNHK杯では4位となり、ポイントランキング9位でファイナル出場を逃した。全米選手権ではSP3位からFSで1位と逆転し、初優勝を飾った。四大陸選手権ではパーソナルベストを25点更新し、シニアでの国際大会初優勝を果たした。世界選手権ではSPで8位と出遅れたがFSで挽回し4位入賞を果たした。
2012-2013シーズン、スケートアメリカでグランプリシリーズ初優勝。エリック・ボンパール杯でも優勝し、グランプリファイナルではFSの途中に2度の転倒をし、左の腸骨稜と右膝を打撲したが2位。全米選手権ではミシェル・クワン以来の連覇を達成した。世界選手権では5位だったが、6位のグレイシー・ゴールドと共に前回自らが減らした出場枠を3つに戻した。国別対抗戦にはチームのキャプテンとして出場。FSの途中で髪がほどけるアクシデントがあったがパーソナルベストを更新し、個人では2位、チームを優勝に導いた。国際大会に出場する際にサブコーチとしても仕事をしていた振付師のフィリップ・ミルズとの関係を解消し、メインコーチはジョン・ニックスのまま、ラファエル・アルトゥニアンをサブコーチに迎えた。
2013-2014シーズン、スケートアメリカでは初めてSPとFSの両方で3回転フリップ+3回転トゥループのコンビネーションジャンプを成功し、銀メダルを獲得した。エリック・ボンパール杯は2年連続の優勝。グランプリファイナルでは2年連続でメダルを獲得。全米選手権ではミスが相次ぎ4位に終わったが、実績を評価されオリンピック代表に選出された。ソチオリンピックの団体戦では銅メダルを獲得。
2014-2015シーズン、スケートカナダでは2位、エリック・ボンパール杯では3位。グランプリファイナルはSP6位と出遅れるも、FSで挽回し3年連続でメダルを獲得した。全米選手権では2年ぶり3度目の優勝。当初は四大陸選手権の代表に選ばれていたが調整のために出場は回避した。世界選手権ではSPで転倒や回転不足の影響で11位と出遅れるものの、FSで3位と挽回し総合5位に順位を上げた。
2015-2016シーズン、スケートカナダのSPで70点台を出し1位。FSでは130点を超え、優勝した。NHK杯では4位で、4シーズンぶりに、グランプリシリーズでメダルを逃した。グランプリファイナルではメダルを逃すも、FSで自己ベストを更新し4位だった。地元開催の世界選手権では、SP4位からフリー最終滑走で2位まで順位を上げ、自身6度目の出場で初めて世界選手権のメダルを獲得した。アメリカの女子選手がメダルを獲得するのは2006年のキミー・マイズナーおよびサーシャ・コーエン以来、実に10年ぶりであった。
2016-2017シーズン、母国のスケートアメリカでは4大会ぶりの1位を獲得するも中国杯では6位に沈み5年目のファイナル出場を逸した。全米選手権では2位。世界選手権ではミスが相次ぎ7位となった。
2017-2018シーズン、グランプリシリーズスケートカナダでは3位、スケートアメリカでは足首の激痛によりフリースケーティング途中で棄権した。全米選手権では4位に終わり、平昌五輪代表とはならなかった。

## 主な戦績

### 2011-2012シーズンから
| 大会/年            | 2011-12 | 2012-13 | 2013-14 | 2014-15 | 2015-16 | 2016-17 | 2017-18 |
| ------------------ | ------- | ------- | ------- | ------- | ------- | ------- | ------- |
| 冬季オリンピック   |         |         | 7       |         |         |         |         |
| 世界選手権         | 4       | 5       | 7       | 5       | 2       | 7       |         |
| 四大陸選手権       | 1       |         |         |         |         |         |         |
| 世界国別対抗戦     | T2 / P3 | T1 / P2 |         | T1 / P4 |         | T3 / P6 |         |
| 全米選手権         | 1       | 1       | 4       | 1       | 3       | 2       | 4       |
| GPファイナル       |         | 2       | 3       | 3       | 4       |         |         |
| GP中国杯           |         |         |         |         |         | 6       |         |
| GPスケートアメリカ |         | 1       | 2       |         |         | 1       | WD      |
| GPNHK杯            | 4       |         |         |         | 4       |         |         |
| GPスケートカナダ   | 3       |         |         | 2       | 1       |         | 3       |
| GPエリック杯       |         | 1       | 1       | 3       |         |         |         |

### 2010-2011シーズンまで
| 大会/年              | 2004-05 | 2005-06 | 2006-07 | 2007-08 | 2008-09 | 2009-10 | 2010-11 |
| -------------------- | ------- | ------- | ------- | ------- | ------- | ------- | ------- |
| 世界選手権           |         |         |         | 16      |         |         |         |
| 四大陸選手権         |         |         |         | 8       |         |         |         |
| 全米選手権           | 7 N     | 4 J     | 3 J     | 3       | 4       | 3       | 6       |
| GPファイナル         |         |         |         |         |         | 4       |         |
| GPNHK杯              |         |         |         |         | 4       | 3       | 5       |
| GPロシア杯           |         |         |         |         |         | 2       | 3       |
| GPスケートカナダ     |         |         |         | 5       |         |         |         |
| GPエリック杯         |         |         |         | 3       |         |         |         |
| GP中国杯             |         |         |         |         | 4       |         |         |
| 世界Jr.選手権        |         |         | 3       |         | 3       |         |         |
| JGPファイナル        |         |         | 2       |         |         |         |         |
| JGPハーグ            |         |         | 1       |         |         |         |         |
| JGPクールシュヴェル  |         |         | 1       |         |         |         |         |
| トリグラフトロフィー |         | 1 J     |         |         |         |         |         |

- N = ノービスクラス
- J = ジュニアクラス

### 詳細
| 2017-2018 シーズン            |                                                           |         |          |          |
| 開催日                        | 大会名                                                    | SP      | FS       | 結果     |
| 2017年12月28日 - 2018年1月7日 | 全米フィギュアスケート選手権（サンノゼ）                  | 5 65.94 | 3 130.25 | 4 196.19 |
| 2017年11月24日 - 26日         | ISUグランプリシリーズスケートアメリカ（レークプラシッド） | 6 64.12 | -        | 棄権     |
| 2017年10月27日 - 29日         | ISUグランプリシリーズスケートカナダ（レジャイナ）         | 7 61.57 | 4 122.37 | 3 183.94 |

| 2016-2017 シーズン     |                                                  |         |           |                   |
| 開催日                 | 大会名                                           | SP      | FS        | 結果              |
| 2017年4月20日 - 23日   | 2017年世界フィギュアスケート国別対抗戦（東京）   | 6 70.75 | 6 133.26  | 3 団体 （204.01） |
| 2017年3月27日 - 4月2日 | 2017年世界フィギュアスケート選手権（ヘルシンキ） | 7 69.04 | 10 124.50 | 7 193.54          |
| 2017年1月14日 - 22日   | 全米フィギュアスケート選手権（カンザスシティ）   | 3 70.94 | 2 140.84  | 2 211.78          |
| 2016年11月18日 - 20日  | ISUグランプリシリーズ 中国杯（北京）             | 5 64.36 | 7 117.02  | 6 181.38          |
| 2016年10月21日 - 23日  | ISUグランプリシリーズ スケートアメリカ（シカゴ） | 1 69.50 | 2 126.94  | 1 196.44          |

| 2015-2016 シーズン       |                                                      |         |          |          |
| 開催日                   | 大会名                                               | SP      | FS       | 結果     |
| 2016年4月22日 - 24日     | 2016年コーセー・チームチャレンジカップ（スポケーン） | 2 74.94 | 3 143.20 | 注       |
| 2016年3月26日 - 4月3日   | 2016年世界フィギュアスケート選手権（ボストン）       | 4 73.16 | 2 142.23 | 2 215.39 |
| 2016年1月15日 - 24日     | 全米フィギュアスケート選手権（セントポール）         | 4 62.41 | 3 135.47 | 3 197.88 |
| 2015年12月9日 - 13日     | 2015/2016 ISUグランプリファイナル（バルセロナ）      | 6 60.04 | 3 139.77 | 4 199.81 |
| 2015年11月27日 - 29日    | ISUグランプリシリーズ NHK杯（長野）                  | 3 63.71 | 5 115.62 | 4 179.33 |
| 2015年10月30日 - 11月1日 | ISUグランプリシリーズ スケートカナダ（レスブリッジ） | 1 70.73 | 1 131.79 | 1 202.52 |
| 2015年10月3日            | 2015年ジャパンオープン（さいたま）                   | -       | 5 117.84 | 2 団体   |

| 2014-2015 シーズン       |                                                          |          |          |          |
| 開催日                   | 大会名                                                   | SP       | FS       | 結果     |
| 2015年4月16日 - 19日     | 2015年世界フィギュアスケート国別対抗戦（東京）           | 4 64.55  | 4 126.96 | 1 団体   |
| 2015年3月23日 - 29日     | 2015年世界フィギュアスケート選手権（上海）               | 11 57.81 | 3 127.20 | 5 185.01 |
| 2015年1月17日 - 25日     | 全米フィギュアスケート選手権（グリーンズボロ）           | 1 72.04  | 1 148.98 | 1 221.02 |
| 2014年12月11日 - 14日    | 2014/2015 ISUグランプリファイナル（バルセロナ）          | 6 60.24  | 3 129.26 | 3 189.50 |
| 2014年11月21日 - 23日    | ISUグランプリシリーズ エリック・ボンパール杯（ボルドー） | 3 61.35  | 4 116.39 | 3 177.74 |
| 2014年10月31日 - 11月2日 | ISUグランプリシリーズ スケートカナダ（ケロウナ）         | 2 63.86  | 2 122.14 | 2 186.00 |
| 2014年10月4日            | 2014年ジャパンオープン（さいたま）                       | -        | 6 100.99 | 2 団体   |

| 2013-2014 シーズン    |                                                      |         |          |          |
| 開催日                | 大会名                                               | SP      | FS       | 結果     |
| 2014年3月24日 - 30日  | 2014年世界フィギュアスケート選手権（さいたま）       | 7 63.64 | 4 129.52 | 7 193.16 |
| 2014年2月6日 - 22日   | ソチオリンピック（ソチ）                             | 6 65.21 | 7 127.99 | 7 193.20 |
| 2014年2月6日 - 22日   | ソチオリンピック 団体戦（ソチ）                      | 4 63.10 | -        | 3 団体   |
| 2014年1月5日 - 12日   | 全米フィギュアスケート選手権（ボストン）             | 4 64.71 | 5 118.03 | 4 182.74 |
| 2013年12月5日 - 8日   | 2013/2014 ISUグランプリファイナル（福岡）            | 3 68.14 | 3 119.47 | 3 187.61 |
| 2013年11月15日 - 17日 | ISUグランプリシリーズ エリックボンパール杯（パリ）   | 1 66.75 | 2 127.62 | 1 194.37 |
| 2013年10月18日 - 20日 | ISUグランプリシリーズ スケートアメリカ（デトロイト） | 2 69.26 | 2 124.55 | 2 193.81 |
| 2013年10月5日         | 2013年ジャパンオープン（さいたま）                   | -       | 3 119.77 | 2 団体   |

| 2012-2013 シーズン    |                                                      |         |          |          |
| 開催日                | 大会名                                               | SP      | FS       | 結果     |
| 2013年4月11日 - 14日  | 2013年世界フィギュアスケート国別対抗戦（東京）       | 4 59.77 | 2 128.83 | 2 188.60 |
| 2013年3月10日 - 17日  | 2013年世界フィギュアスケート選手権（ロンドン）       | 5 63.98 | 6 123.36 | 5 187.34 |
| 2013年1月20日 - 27日  | 全米フィギュアスケート選手権（オマハ）               | 1 67.57 | 2 121.27 | 1 188.84 |
| 2012年12月6日 - 9日   | 2012/2013 ISUグランプリファイナル（ソチ）            | 2 66.44 | 4 115.49 | 2 181.93 |
| 2012年11月16日 - 18日 | ISUグランプリシリーズ エリック・ボンパール杯（パリ） | 2 63.09 | 1 127.54 | 1 190.63 |
| 2012年10月19日 - 21日 | ISUグランプリシリーズ スケートアメリカ（ケント）     | 1 60.61 | 1 127.76 | 1 188.37 |
| 2012年10月6日         | 2012年ジャパンオープン（さいたま）                   | -       | 1 123.57 | 2 団体   |

| 2011-2012 シーズン     |                                                              |         |          |          |
| 開催日                 | 大会名                                                       | SP      | FS       | 結果     |
| 2012年4月19日 - 22日   | 2012年世界フィギュアスケート国別対抗戦（東京）               | 5 57.52 | 1 122.29 | 3 179.81 |
| 2012年3月26日 - 4月1日 | 2012年世界フィギュアスケート選手権（ニース）                 | 8 56.42 | 3 120.35 | 4 176.77 |
| 2012年2月7日 - 12日    | 2012年四大陸フィギュアスケート選手権（コロラドスプリングス） | 2 64.07 | 1 128.34 | 1 192.41 |
| 2012年1月22日 - 29日   | 全米フィギュアスケート選手権（サンノゼ）                     | 3 63.06 | 1 123.96 | 1 187.02 |
| 2011年11月11日 - 13日  | ISUグランプリシリーズ NHK杯（札幌）                          | 5 55.88 | 3 109.77 | 4 165.65 |
| 2011年10月28日 - 30日  | ISUグランプリシリーズ スケートカナダ（ミシサガ）             | 2 54.50 | 3 110.98 | 3 165.48 |

| 2010-2011 シーズン    |                                                  |         |          |          |
| 開催日                | 大会名                                           | SP      | FS       | 結果     |
| 2011年1月23日 - 30日  | 全米フィギュアスケート選手権（グリーンズボロ）   | 7 54.63 | 5 110.73 | 6 165.36 |
| 2010年11月19日 - 21日 | ISUグランプリシリーズ ロステレコム杯（モスクワ） | 3 56.17 | 3 110.85 | 3 167.02 |
| 2010年10月22日 - 24日 | ISUグランプリシリーズ NHK杯（名古屋）            | 4 52.93 | 6 90.80  | 5 143.73 |

| 2009-2010 シーズン    |                                                  |         |          |          |
| 開催日                | 大会名                                           | SP      | FS       | 結果     |
| 2010年1月14日 - 24日  | 全米フィギュアスケート選手権（スポケーン）       | 4 62.55 | 2 122.15 | 3 184.70 |
| 2009年12月3日 - 6日   | 2009/2010 ISUグランプリファイナル（東京）        | 6 54.26 | 4 107.81 | 4 162.07 |
| 2009年11月5日 - 8日   | ISUグランプリシリーズ NHK杯（長野）              | 1 56.54 | 3 99.45  | 3 155.99 |
| 2009年10月22日 - 25日 | ISUグランプリシリーズ ロステレコム杯（モスクワ） | 5 55.16 | 2 108.81 | 2 163.97 |

| 2008-2009 シーズン     |                                                        |          |          |          |
| 開催日                 | 大会名                                                 | SP       | FS       | 結果     |
| 2009年2月23日 - 3月1日 | 2009年世界ジュニアフィギュアスケート選手権（ソフィア） | 2 57.50  | 3 96.07  | 3 153.57 |
| 2009年1月18日 - 25日   | 全米フィギュアスケート選手権（クリーブランド）         | 12 50.28 | 1 115.05 | 4 165.33 |
| 2008年11月27日 - 30日  | ISUグランプリシリーズ NHK杯（東京）                    | 2 61.52  | 5 99.58  | 4 161.10 |
| 2008年11月6日 - 9日    | ISUグランプリシリーズ 中国杯（北京）                   | 4 55.40  | 4 100.19 | 4 155.59 |

| 2007-2008 シーズン    |                                                        |          |          |           |
| 開催日                | 大会名                                                 | SP       | FS       | 結果      |
| 2008年3月17日 - 23日  | 2008年世界フィギュアスケート選手権（ヨーテボリ）       | 11 51.49 | 15 85.91 | 16 137.40 |
| 2008年2月11日 - 17日  | 2008年四大陸フィギュアスケート選手権（高陽）           | 12 47.29 | 5 105.17 | 8 152.46  |
| 2008年1月20日 - 27日  | 全米フィギュアスケート選手権（セントポール）           | 2 65.15  | 2 123.41 | 3 188.56  |
| 2007年11月15日 - 18日 | ISUグランプリシリーズ エリック・ボンパール杯（パリ）   | 5 50.48  | 2 108.15 | 3 158.63  |
| 2007年11月1日 - 4日   | ISUグランプリシリーズ スケートカナダ（ケベックシティ） | 8 50.86  | 5 99.20  | 5 150.06  |

| 2006-2007 シーズン     |                                                                  |         |          |          |
| 開催日                 | 大会名                                                           | SP      | FS       | 結果     |
| 2007年2月26日 - 3月4日 | 2007年世界ジュニアフィギュアスケート選手権（オーベルストドルフ） | 3 51.67 | 3 105.48 | 3 157.15 |
| 2007年1月21日 - 28日   | 全米フィギュアスケート選手権（スポケーン）                       | 4 51.20 | 3 94.66  | 3 145.86 |
| 2006年12月7日 - 10日   | 2006/3007 ISUジュニアグランプリファイナル（ソフィア）            | 3 48.65 | 2 93.36  | 2 142.01 |
| 2006年10月5日 - 8日    | ISUジュニアグランプリ ハーグ（ハーグ）                           | 4 44.98 | 1 89.00  | 1 133.98 |
| 2006年8月24日 - 27日   | ISUジュニアグランプリ クールシュヴェル（クールシュヴェル）       | 1 49.52 | 1 85.43  | 1 134.95 |

| 2005-2006 シーズン   |                                                             |         |         |          |
| 開催日               | 大会名                                                      | SP      | FS      | 結果     |
| 2006年4月12日 - 16日 | 2006年トリグラフトロフィー ジュニアクラス（イェセニツェ）   | 3 38.74 | 1 78.36 | 1 117.10 |
| 2006年1月7日 - 15日  | 全米フィギュアスケート選手権 ジュニアクラス（セントルイス） | 2 45.85 | 4 86.60 | 4 132.45 |

| 2004-2005 シーズン  |                                                             |    |    |      |
| 開催日              | 大会名                                                      | SP | FS | 結果 |
| 2005年1月9日 - 16日 | 全米フィギュアスケート選手権 ノービスクラス（ポートランド） | 8  | 5  | 7    |

## プログラム使用曲
| シーズン  | SP | FS | EX |
| --------- | --- | --- | --- |
| 2017-2018 | Hip Hip Chin Chin 曲：クラブ・デ・ベルーガ 振付：シェイ＝リーン・ボーン                                               | 映画『ラ・ラ・ランド』サウンドトラックより 作曲：ジャスティン・ハーウィッツ 振付：シェイ＝リーン・ボーン映画『ムーラン・ルージュ』サウンドトラックより Diamonds One Day I'll Fly Away The Show Must Go On 振付：シェイ＝リーン・ボーン、ベンジー・シュウィマー | |
| 2016-2017 | Sweet Dreams (Are Made of This) 作曲：ユーリズミックス 振付：ジェフリー・バトル                                       | エクソジェネシス：交響曲第3部 演奏：ミューズ 振付：シェイ＝リーン・ボーン | Dangerous Woman ボーカル：アリアナ・グランデ 振付：ジェレミー・アボット                                                                                                 |
| 2015-2016 | Hip Hip Chin Chin 曲：クラブ・デ・ベルーガ 振付：シェイ＝リーン・ボーン                                               | 映画『ムーラン・ルージュ』サウンドトラックより Diamonds One Day I'll Fly Away The Show Must Go On 振付：シェイ＝リーン・ボーン | Rather Be 演奏：クリーン・バンディット |
| 2014-2015 | スパルタクスとフリーギアのアダージョ バレエ『スパルタクス』より 作曲：アラム・ハチャトゥリアン 振付：アダム・リッポン | 映画『ムーラン・ルージュ』サウンドトラックより Diamonds One Day I'll Fly Away The Show Must Go On 振付：シェイ＝リーン・ボーン | Love Me Harder ボーカル：アリアナ・グランデOne Last Night by VaultsDangerous Woman ボーカル：アリアナ・グランデ                                                         |
| 2013-2014 | クレイジー・ダイアモンド 曲：ピンク・フロイド 振付：シェイ＝リーン・ボーン                                            | バレエ『ロメオとジュリエット』より 作曲：セルゲイ・プロコフィエフ 振付：デヴィッド・ウィルソン歌劇『サムソンとデリラ』より 作曲：カミーユ・サン＝サーンス 演奏：シンシナティ・ポップス・オーケストラ 振付：フィリップ・ミルズ                                  | 映画『華麗なるギャツビー』より ヤング・アンド・ビューティフル 作曲：ラナ・デル・レイ 振付：アダム・リッポンSweet Dreams (Are Made of This) Remix 作曲：ユーリズミックス |
| 2012-2013 | 映画『レッド・バイオリン』より 編曲：ジョン・コリリアーノ 演奏：ジョシュア・ベル 振付：フィリップ・ミルズ             | 歌劇『サムソンとデリラ』より 作曲：カミーユ・サン＝サーンス 演奏：シンシナティ・ポップス・オーケストラ 振付：フィリップ・ミルズ | Tightrope 曲：ジャネル・モネイ君の歌は僕の歌 ボーカル：エリー・グールディングウィーン 曲：ビリー・ジョエルSweet Dreams (Are Made of This) Remix 作曲：ユーリズミックス  |
| 2011-2012 | 映画『ポロック 2人だけのアトリエ』より 作曲：ジェフ・ビール 振付：フィリップ・ミルズ                                  | 映画『ブラック・スワン』より 作曲：クリント・マンセル 振付：フィリップ・ミルズ | 君の歌は僕の歌 ボーカル：エリー・グールディングオン・ザ・フロア ボーカル：ジェニファー・ロペス feat.ピットブル                                                          |
| 2010-2011 | 映画『ワンス・アポン・ア・タイム・イン・アメリカ』より 作曲：エンニオ・モリコーネ 振付：イリーナ・ロマノワ            | マラゲーニャ 作曲：エルネスト・レクオーナ 振付：イリーナ・ロマノワ | Ain't No Other Man 曲：クリスティーナ・アギレラ |
| 2009-2010 | 映画『ワンス・アポン・ア・タイム・イン・アメリカ』より 作曲：エンニオ・モリコーネ 振付：イリーナ・ロマノワ            | だったん人の踊り 作曲：アレクサンドル・ボロディン | Speechless 曲：レディー・ガガ |
| 2008-2009 | 映画『ある日どこかで』 作曲：ジョン・バリー 演奏：マクシム・ムルヴィツァ                                              | バレエ『スパルタクス』より 作曲：アラム・ハチャトゥリアン | Fever ボーカル：ベット・ミドラー |
| 2007-2008 | 歌劇『ヘンリー八世』より 作曲：カミーユ・サン＝サーンス                                                               | ジェラシー 作曲：ヤコブ・ゲーゼ マンボ・ジャンボ 作曲：ペレス・プラードポル・ウナ・カベサ 作曲：カルロス・ガルデル | Bye Bye Blackbird 作曲：ボブ・フォッシー |
| 2006-2007 | The Mooche 映画『コットンクラブ』より 作曲：デューク・エリントン                                                      | サマータイム 作曲：ジョージ・ガーシュウィン | Steam Heat |
| 2005-2006 | 映画『ヘンリー五世』より 作曲：パトリック・ドイル                                                                     | 映画『セント・オブ・ウーマン/夢の香り』より 作曲：トーマス・ニューマン | |